# أساكو
أساكو (بالإنجليزية: ASACO) شركة طيران خاصة تأسست في عام 1999 في مدينة جدة بالسعودية. تدير الشركة خدمات محلية مستأجرة ودولية. قاعدتها الرئيسية مطار الملك عبد العزيز الدولي، جدة. اعتبارًا من عام 2013، كانت واحدة من سبع شركات طيران مقرها السعودية.

## نوع الطائرات
يتكون أسطول أساكو من الطائرة التالية (في فبراير 2008):
- 1 ماكدونيل دوغلاس MD-11 (التي تديرها شركة ميد إيست جيت ، المخزنة الآن)